# Green Anarchy
Green Anarchy byl magazín vydávaný skupinou v Eugene v Oregonu. Časopis se zaměřoval na primitivismus, postlevicový anarchismus, radikální environmentalistiku, boje Afroameričanů, anarchistický odpor, vzdor domorodců, osvobození země a zvířat, antikapitalismus a podporování politických vězňů. Green Anarchy se začal vydávat v roce 2000 a v roce 2009 jejich webová stránka ukončila provoz zanechajíc krátkou zprávu o ukončení vydávání časopisu.
Podtitul časopisu je "anticivilizační zpravodaj teorie a akce".
Jedním z editorů publikace byl anarchoprimitivista a spisovatel John Zerzan.